# Sylvia Geersen
Sylvia Geersen (Rotterdam, 29 september 1985) is een Nederlands model. Ze kreeg naamsbekendheid door haar deelname aan het programma Holland's Next Top Model.

## Biografie
Geersen groeide op in een gezin dat Jehova's Getuigen waren.
Geersen eindigde als tweede tijdens het eerste seizoen van het televisieprogramma Holland's Next Top Model. Hierna ging zij werken als model, werd zij het gezicht van het cosmeticamerk Laura Mercier en kreeg ze een opdracht voor billboardfoto's van het Amerikaanse merk Guess. Verder verkreeg ze bekendheid als kandidaat-"nieuwe Cora" in de reclamefilmserie uit 2007 van het Nederlandse bedrijf Mora.
Op 7 maart 2007 bracht Geersen haar eerste single uit, getiteld Give it to me. Zij deed in 2011 mee aan het AVRO-programma Fort Boyard en ook datzelfde jaar aan het RTL-programma Expeditie Robinson. In 2011 vertoonde RTL de reallifesoap "Sylvia’s Secrets", waarin haar afkickproces van de cocaïne in beeld werd gebracht. Ook maakte Geersen in 2013 deel uit van het eerste seizoen van het Net5-programma Sabotage als een van de kandidaten of de saboteur. In de zomer van 2013 was Geersen te zien in het tiende seizoen van Ranking the Stars. In 2015 was Geersen te zien in het RTL 5-programma Shopping Queens VIPS, waarbij ze op de derde plek eindigde. Geersen huwde in 2016 met haar partner.
Geersen nam deel aan het in 2022 uitgezonden realityprogramma Special Forces VIPS, waarbij ze probeerde een door commando's opgezet trainingsprogramma te doorlopen.
Geersen was in 2024 samen met Ferry Doedens te zien in Het Jachtseizoen en met Kim Feenstra in Code van Coppens: De wraak van de Belgen.

## Televisie
| Televisie als deelneemster | Televisie als deelneemster               | Televisie als deelneemster            |
| Jaar                       | Titel                                    | Opmerkingen                           |
| -------------------------- | ---------------------------------------- | ------------------------------------- |
| 2006                       | Holland's Next Top Model                 | Geëindigd op de tweede plek           |
| 2010                       | Dennis en Valerio vs de rest             | Deelnemer met Kim Feenstra            |
| 2011                       | Fort Boyard                              | Zat in team mode                      |
| 2011                       | Expeditie Robinson                       | Deelneemster aan het twaalfde seizoen |
| 2013                       | Ranking the Stars                        | Panellid                              |
| 2013                       | Sabotage                                 | Geëlimineerd in de finale             |
| 2013                       | Welkom bij de Kamara's                   | Opnamen in Afrika                     |
| 2014                       | Jouw Vrouw, Mijn Vrouw VIPS              | -                                     |
| 2014                       | Sterren Springen op Zaterdag             | Als eerste weggestemd                 |
| 2015                       | Shopping Queens VIPS                     | Geëindigd op de derde plek            |
| 2015                       | Alles mag op vrijdag                     | Team Gordon samen met Mari van de Ven |
| 2015                       | In de ban van de condor                  | -                                     |
| 2017                       | Ranking the Stars                        | Panellid                              |
| 2022                       | De Alleskunner VIPS                      | Geëindigd op de 53e plek              |
| 2022                       | De Verraders                             | Deelnemer                             |
| 2022                       | Special Forces VIPS                      | Deelnemer                             |
| 2023                       | De Bachelorette                          | Deelnemer                             |
| 2023                       | Ik hou van Holland                       | Team Richard                          |
| 2023                       | Het perfecte plaatje                     | Deelnemer                             |
| 2023                       | The Big Bang                             | Deelnemer met Stefano Keizers         |
| 2024                       | Stars on Stage                           | Geëindigd op de zevende plek          |
| 2024                       | Chateau Meiland VIPS                     | Gast                                  |
| 2024                       | Secret Duets                             | Secret singer                         |
| 2024                       | Het Jachtseizoen                         | Samen met Ferry Doedens ontsnapt      |
| 2024                       | Code van Coppens: De wraak van de Belgen | Deelnemer met Kim Feenstra            |
| 2024                       | Who's that girl?                         | Hoofdgast                             |
| 2025                       | Know Where to Hide: Wie niet weg is...   | Deelnemer                             |
| 2025                       | Bijbelen met sterren                     | Deelnemer                             |